# Gertraudenkirche (Berlin)

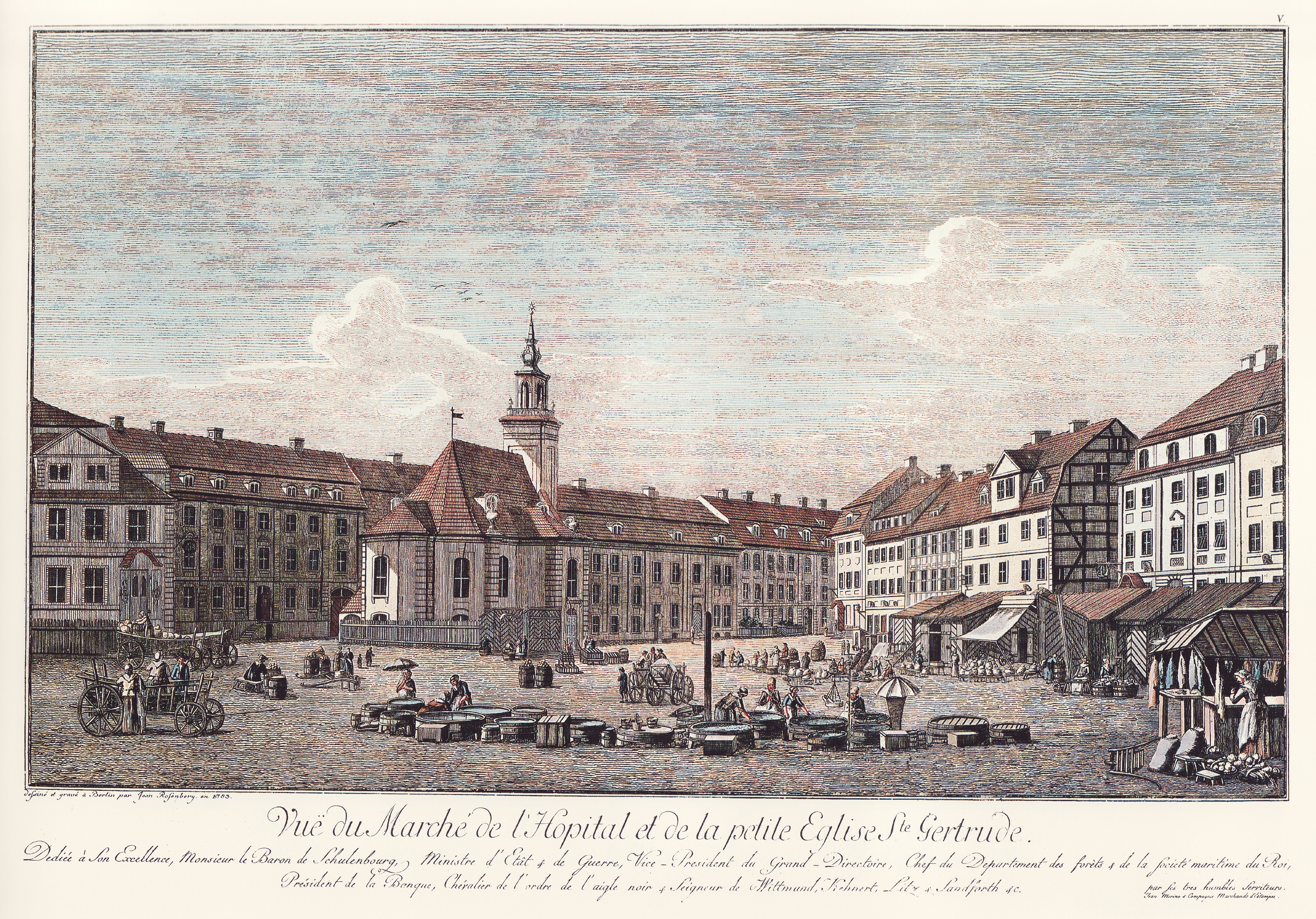
Gertraudenkirche am Spittelmarkt, 1783, Kupferstich von Johann Georg Rosenberg

Die Gertraudenkirche war ein Kirchengebäude am Spittelmarkt in Berlin-Friedrichswerder, auch Gertrautenkirche und St. Gertraudt geschrieben. Sie entstand durch Erweiterungsmaßnahmen aus der im 15. Jahrhundert errichteten katholischen Kapelle, die mehreren Kirchenheiligen gewidmet war. Wegen der Nähe zum St. Gertrauden-Hospital (Spital) nannten die Berliner das Gotteshaus auch Spittelkirche.

## Geschichte

### Von einer Kapelle zur Kirche
Nachdem der Magistrat von Berlin um das Jahr 1405 den Bau eines Gotteshauses im Stadtzentrum beschloss und in Auftrag gab, weihte der Bischof von Brandenburg die Kapelle den heiligen Matthäus, Marcus, Elisabeth und Gertraud(e), der Schutzheiligen der Reisenden. Mit der Reformation wurde die Kapelle 1545 protestantisch und bekam die Bezeichnung Kirche, die Geistlichen hießen Prediger, Pastoren und Diakone. Die Gertraudenkirche, wie sie bei den Anwohnern bald hieß, nun lutherisch reformiert, gehörte bis 1680 zum Kirchensprengel der St. Petrikirche.
Im Zuge des Dreißigjährigen Krieges erfolgten Brandstiftungen in der Umgebung der Kirche, vor allem wurde das benachbarte Armenhaus, das Gertraudenhospital, stark beschädigt und galt um 1650 als baufällig. Nach dem Westfälischen Frieden wurde es neu aufgebaut und 1655 eingeweiht.

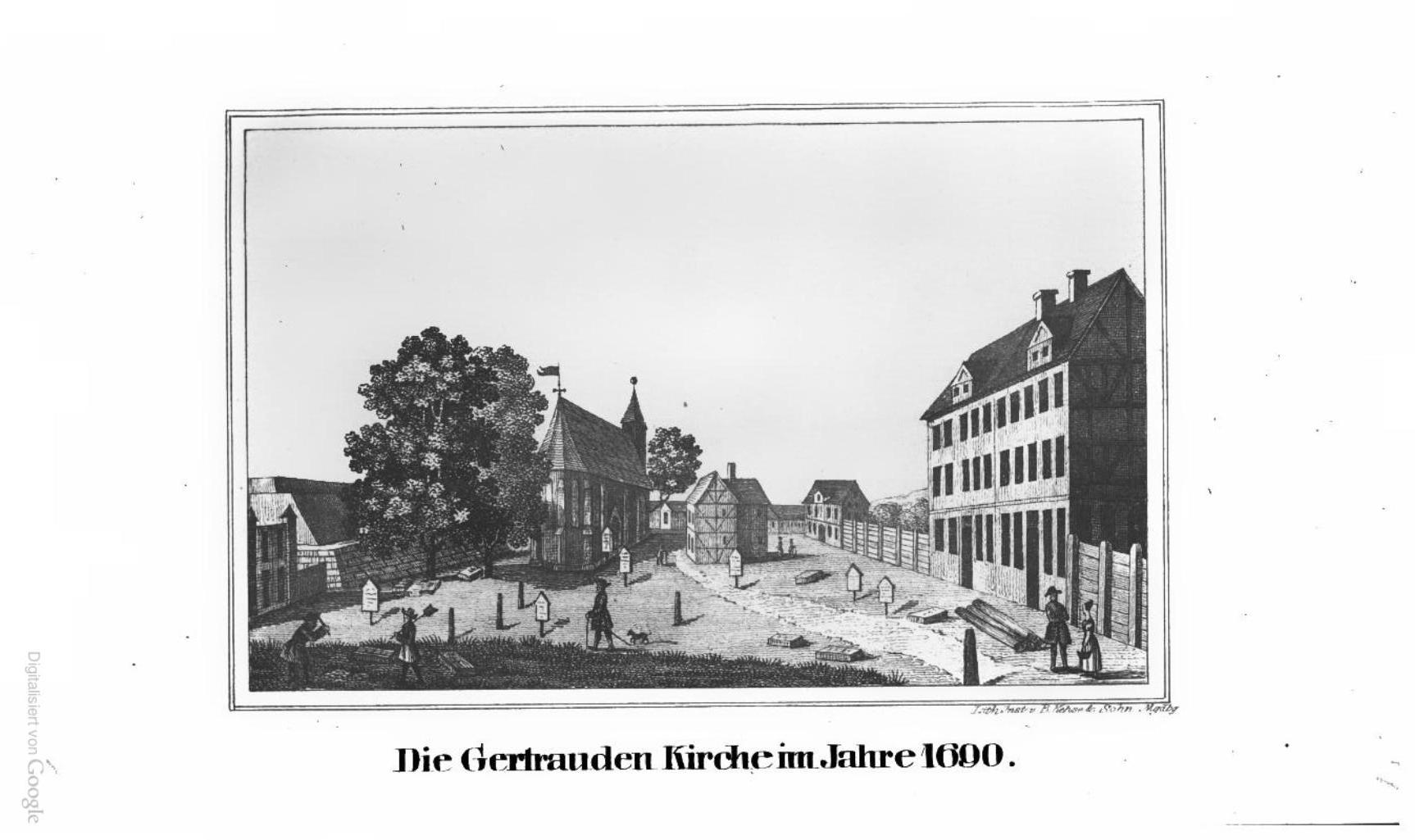
Gertraudenkirche vor dem Totalumbau, 1690

Nachdem in der Umgebung der Kirche auf Order von Kurfürst Friedrich Wilhelm ab 1662 die Stadterweiterung Friedrichswerder gegründet und entwickelt wurde und die Einwohnerzahl („Neu-Cöllner“ und „Werdersche Leute“) anwuchs, erhielt die Gertraudenkirche am 2. Oktober 1710 einen eigenen Geistlichen, für dessen Lebensunterhalt die Gläubigen mit einer Abgabe verpflichtet waren. Zuvor wurde die Kapelle abwechselnd von den Geistlichen der Petrikirche und der Dreifaltigkeitskirche gottesdienstlich betreut.
Der neue Konsistorialrat Haumann sorgte für die Sanierung des Kircheninneren. „Nicht ein Stuhl oder Fenster waren gantz“, auch „der Kirchhof hatte seine Mauer gar verlohren und die Steine waren weggeholet worden“. Der Prediger hatte das eigentlich für sein Dasein gedachte Geld für die Reparaturen ausgegeben und beantragte eine städtische Finanzhilfe, die ihm aber nicht gewährt wurde. Trotzdem versah er sein Predigeramt „für derer herumbwohnenden Leute“ bis 1720.

### Erneuerung des Kirchengebäudes im Barockstil

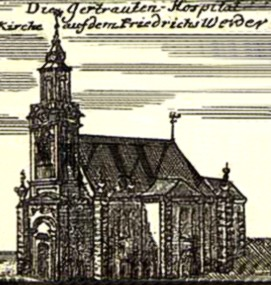
Strichzeichnung der Kirche, 1760

Der Architekt Friedrich Wilhelm Dieterichs fertigte 1721–1723 konkrete Pläne für einen Totalumbau der Gertraudenkirche, die nun unter anderem eine Orgel und einen Glockenturm erhielt. Diese Arbeiten unter Leitung des Baumeisters Titus de Favre waren 1739 vollendet.
Im Jahr 1814 war August Wilhelm Bach, Sohn des Organisten Gottfried Bach an der Dreifaltigkeitskirche, Organist an der Gertraudenkirche.

### Abriss statt Neubau
In den Jahren 1814/1815 entstanden mit der Umgestaltung des gesamten Bereiches der Leipziger Straße und des Spittelmarktes große Umbaupläne, wodurch „die Position der Spittelkirche erst einen neuen städtebaulichen Sinn gewinnt. In der Flucht der Leipziger Straße gelegen, bildet sie den fernen Zielpunkt der knapp zwei Kilometer langen Achse, die im Westen am Potsdamer Tor beginnt.“
Für den dafür notwendigen Neubau der Gertraudenkirche, die anders ausgerichtet werden und zunächst unmittelbar neben der alten Kirche entstehen sollte, lieferte Karl Friedrich Schinkel einen Entwurf, der gleichzeitig ein Denkmal für die Befreiungskriege sein sollte. Schinkel plante ein dreischiffiges neogotisches Bauwerk mit einem hochaufragenden Turm und Spitzbogengewölben im Inneren.
Schinkels Entwurf kam jedoch nicht zum Tragen. Lapidar heißt es zur Begründung: „Die Planungen werden aus Kostengründen nicht verwirklicht.“ Außerdem stieg das Verkehrsaufkommen und in unmittelbarer Umgebung des Spittelmarktes wurden seit dem späten 19. Jahrhundert viele Wohnhäuser und Geschäftsbauten errichtet, sodass kein Platz mehr zum Bau einer größeren Kirche vorhanden war.
Als Geistliche an der Spittelkirche nennt das Berliner Adressbuch zwischen 1828 und 1830 den Prediger G. F. Lisko, zwischen 1834 und 1860 war C. H. Hiltmann Küster und Kantor und im Jahr 1836 ist der Kantor und Organist Mühlsteph enthalten.
Mitte des 19. Jahrhunderts bekam die Kirche ein Gemälde des Malers Wilhelm Amberg, das eine religiöse Szene zeigte.

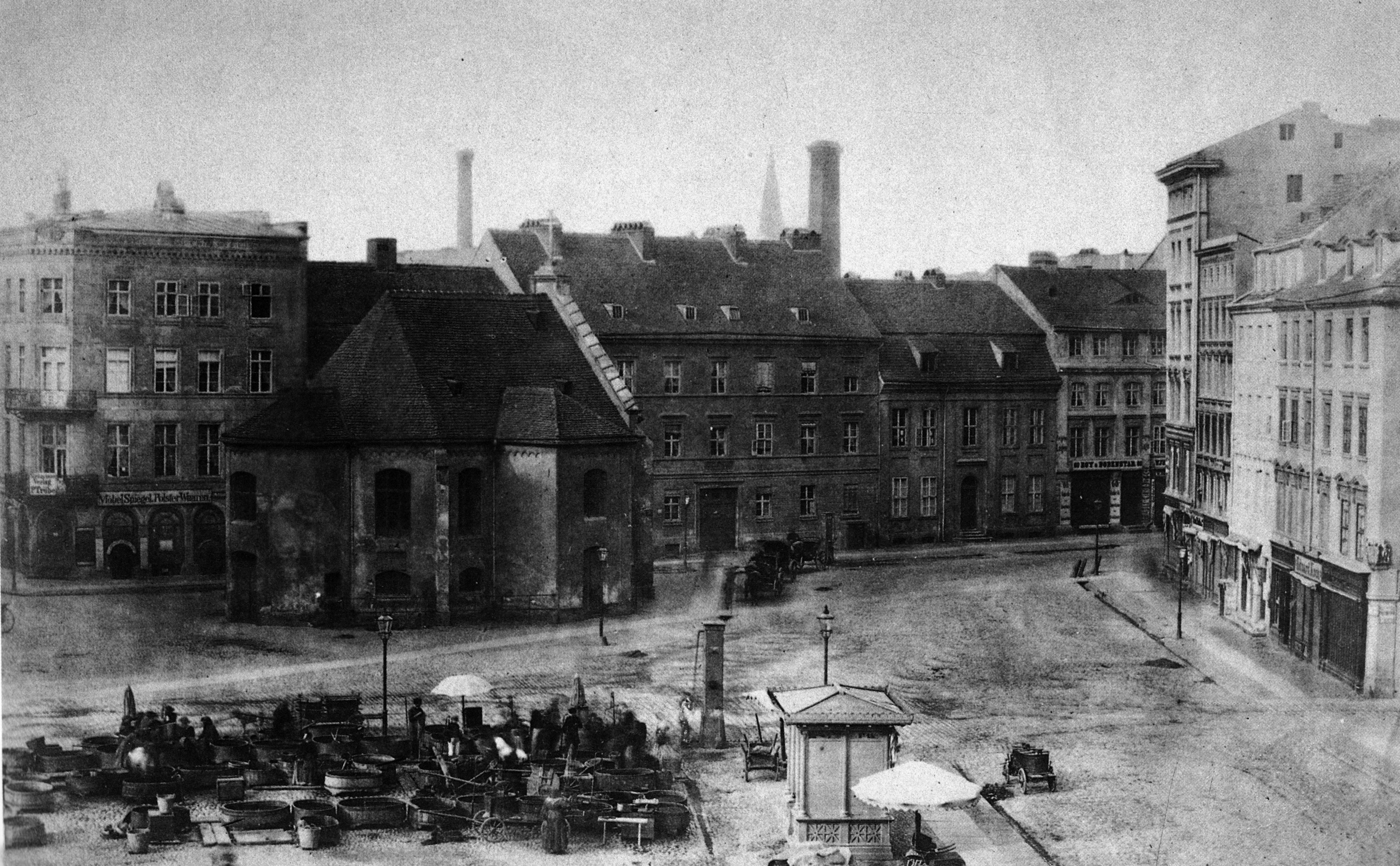
Turm niedergelegt, 1868

Nach dem begonnenen Abriss um 1865 wird die Adresse der Kirche im Berliner Adressbuch nicht mehr aufgeführt, die Parzelle Nummer 9 ist keine Wohnadresse mehr.
Im Jahr 1868 war der Kirchturm bereits abgebaut, wie auf dem Foto von Friedrich Albert Schwartz aus diesem Jahr zu sehen ist. Das Kirchengebäude wurde jedoch weiter benutzt, auf der Giebelspitze trug es bis zum endgültigen Abriss ein Kreuz.
Die Kirchenleitung hatte 1876/1877 Konsistorialrat Professor Steinert inne, Mühlsteph war noch immer Organist, der Theologe Wilhelm Nowack wirkte als Hilfsprediger an der Gertraudenkirche. Zum Vorstand der St. Gertraudt-Kirche gehörten unter anderem Stadtrat F. Hübner, Geheimrat Müller sowie zwei Kaufleute und ein Fabrikbesitzer.
Die Kirche fiel schließlich dem Ausbau des Verkehrsnetzes zum Opfer: „Um eine Geleiseverbindung von der Leipzigerstrasse nach der Seydelstrasse zu ermöglichen“ war sie von der Großen Berliner Pferde-Eisenbahn-Gesellschaft angekauft worden und musste weichen. Im Jahr 1881 begann somit auch der Abriss des Kirchenschiffs der Gertraudenkirche, an ihrer Stelle entstand nach 1882 eine ovale Verkehrsinsel.
Wertvolle Ausstattungsstücke der Spittelkirche übergab die Kirchengemeinde der neuen Kreuzberger Hospital-Kapelle.
Im Jahr 1910 ist im Adressbuch zu lesen, dass das Hospital 1872 abgetragen und die Gertrauden- oder auch Spittelkirche bis 1885 ebenfalls abgetragen wurde.
Die Verkehrsinsel verschwand mit der wieder neuen Gestaltung des gesamten Viertels ab Ende der 1990er Jahre. An der Ecke Beuthstraße/Axel-Springer-Straße (ehemalige Lindenstraße) steht seit 2006 das Büro- und Geschäftszentrum Spittelmarkt auf der Fläche der früheren Gertraudenkirche.

## Architektur
Die nach dem Komplettumbau bis 1739 entstandene Kirche zeigte sich im barocken Baustil. Es handelte sich um eine Saalkirche mit einer halbrunden Apsis, einem steilen Satteldach und einem neu angebauten Kirchturm mit quadratischem Grundriss. Über einem offenen Umgang des Turmes befand sich eine Laterne, die in einer Art welscher Haube endete.

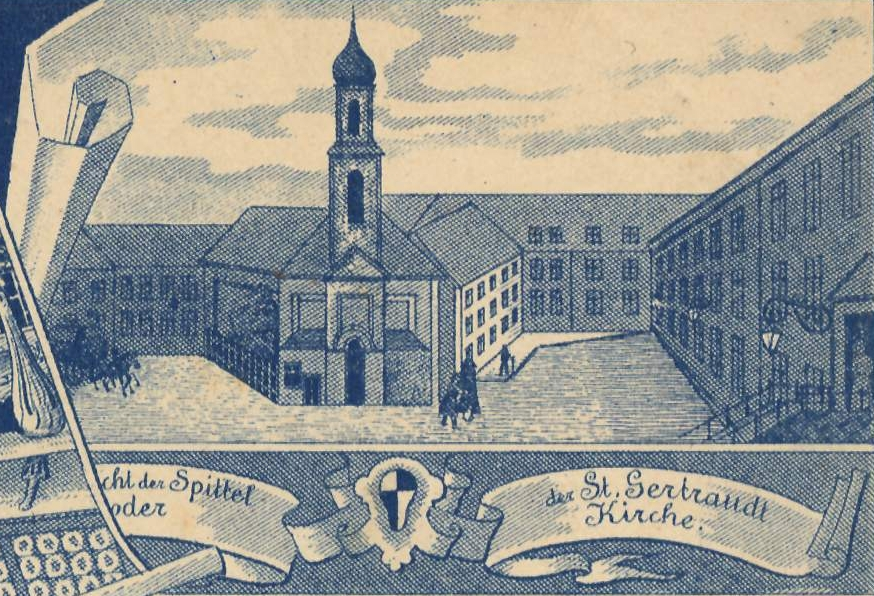
Phantasieansicht der Berliner Gertraudenkirche, um 1900; Ausschnitt aus der erwähnten Ansichtskarte

Die Gertraudenkirche auf einer Ansichtskarte vom Ende des 19. Jahrhunderts ist offenbar ein Phantasiegebäude des Zeichners. Noch aus dem Jahr 1911 ist die Benutzung dieser Karte dokumentiert, also dreißig Jahre nach ihrem endgültigen Abriss! Das auf der Zeichnung zu erkennende Kirchengebäude, klein, in der Bauflucht und mit der Dachgestaltung den am Spittelmarkt vorhandenen Wohnhäusern angepasst, hat es in dieser Form nie gegeben. Selbst der Kirchturm zeigt fälschlicherweise eine Zwiebelhaube.